# Município de Center (condado de Williams, Ohio)
Localização do Ohio nos E.U.A.
O município de Center (em inglês: Center Township) é um local localizado no condado de Williams no estado estadounidense de Ohio. No ano 2010 tinha uma população de 2874 habitantes e uma densidade populacional de 30,67 pessoas por km².

## Geografia
O município de Center encontra-se localizado nas coordenadas 41° 28′ 06″ N, 84° 38′ 07″ O. Segundo a Departamento do Censo dos Estados Unidos, o município tem uma superfície total de 93.72 km², da qual 93,29 km² correspondem a terra firme e (0,46 %) 0,43 km² é água.

## Demografia
Segundo o censo de 2010, tinha 2874 pessoas residindo no município de Center. A densidade de população era de 30,67 hab./km².